# (2222) Lermontov
(2222) Lermontov (1977 ST1) – planetoida z pasa głównego asteroid okrążająca Słońce w ciągu 5,5 lat w średniej odległości 3,11 au Odkryta 19 września 1977 roku.